# 웨인 주립 대학교
웨인 주립 대학교(Wayne State University, WSU)는 미국 미시간주 디트로이트 미드타운에 위치한 도시형 연구 대학으로 1868년 디트로이트 의과대학에서 시작되어 현재 13개의 단과대학과 350개 이상의 전공분야로 구성되어 있다. 미시간주 내에서 학생수와 전임교원수로 3번째로 큰 학교이며, 미국 내 주립 대학교 중 27번째로 큰 학교이기도 하다. 31,000명이 넘는 학부생들과 대학원생들이 이 학교에서 공부하고 있으며, 203에이커 (822,000 m²)의 교지면적을 디트로이트 중심부에, 6개의 외부 교육 센터를 디트로이트시 교외 도시에 갖고 있다.
웨인 주립 대학교는 경영대학, 교육대학, 공과대학, 예술·퍼포먼스·커뮤니케이션 예술대학, 법과대학, 도서관·정보과학대학, 의과대학, 간호대학, 사회사업대학, 교양과학대학, 유진 애플바움 약학·건강대학(Eugene Applebaum College of Pharmacy and Health), 어빈 D. 레이드 우등대학(Irvin D. Reid Honors College) 등 12개 단과대학 및 대학원으로 구성돼 있다. 미술관, 자연사박물관, 역사박물관, 과학관, 라디오 및 TV 방송국 등의 부속시설을 운영한다.

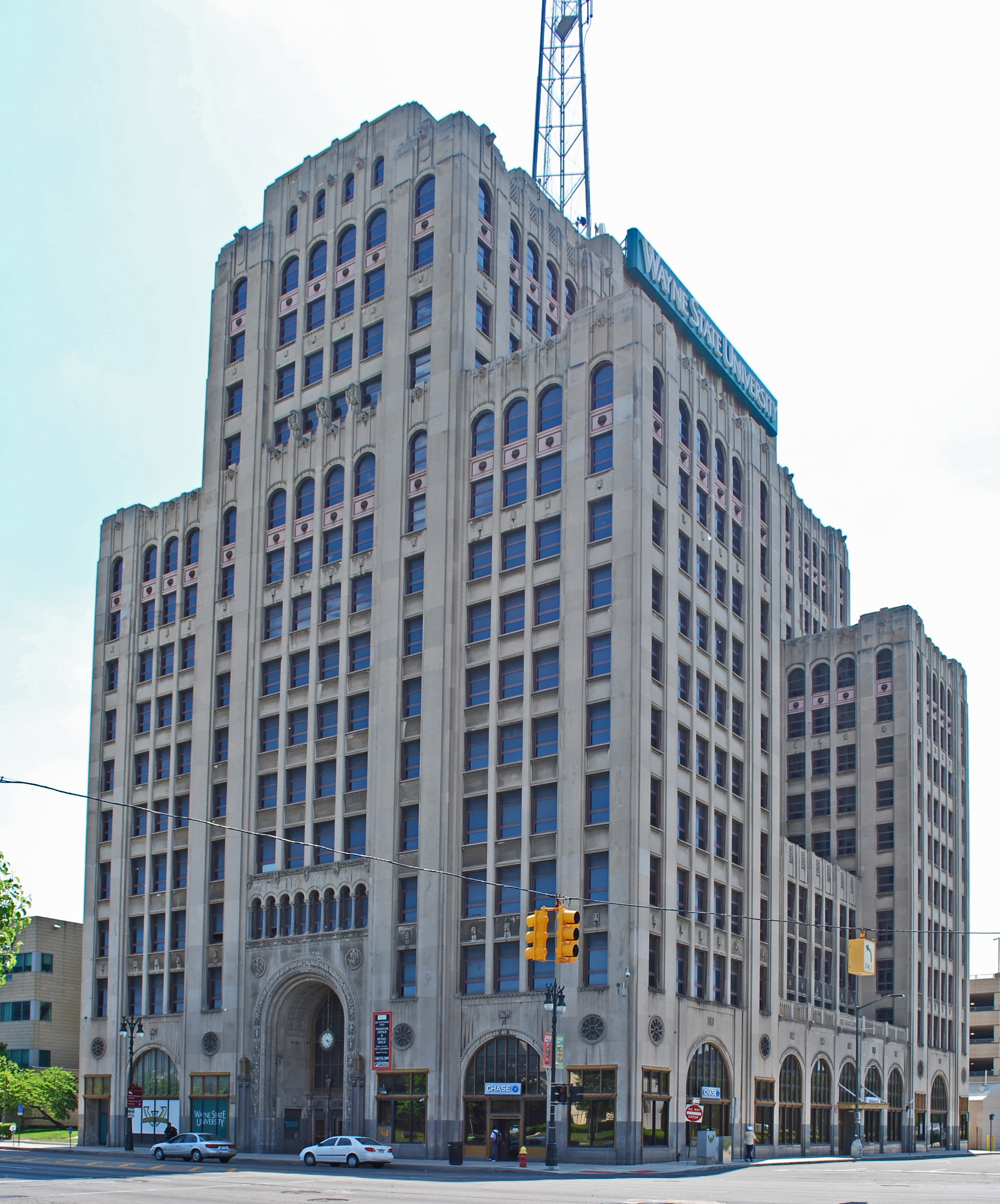
Macabess 빌딩. 학부 입학관리처와 디트로이트 퍼블릭 TV 스튜디오, Chase 은행, Michigan Credit Union 은행이 있다.

웨인 주립 대학교는 미시간에서 두 번째로 유학생이 많은 학교이다. 100개가 넘는 국가에서 약 3000여명의 학생들이 공부 중이며, 750여명의 방문 스콜라가 있다. 캐나다와 인접한 디트로이트의 특성 때문에 캐나다에서 통학하는 학생들이 많이 있으며, 중국, 한국 등 아시아 권의 유학생들도 대다수이다. 대한민국의 서울시립대학교, 건국대학교, 부경대학교에서 매학기 교환학생을 받고 있다.

## 위치와 지리
웨인 주립 대학교는 미시간주에서 가장 큰 도시인 디트로이트시 중심부에 위치하여 있다. 특히, 웨인 주립 대학교가 위치한 미드타운은 디트로이트 아트 뮤지엄, 디트로이트 역사박물관, 디트로이트 과학관, 디트로이트 공공도서관이 위치한 문화지역구이며, 매년 이곳에서는 다양한 축제가 열린다. 한식/일식 식당이 있으며, 멀지 않은 외곽 지역에는 한국식품/ 음식점, 패션 쇼핑몰/ 아울렛이 여러곳에 분포하여 있다. 기후는 한국과 마찬가지로 사계절이 뚜렷하며 위도가 높은 미시간의 특성상 겨울에는 많은 양의 눈이 내린다.

## 캠퍼스 구성

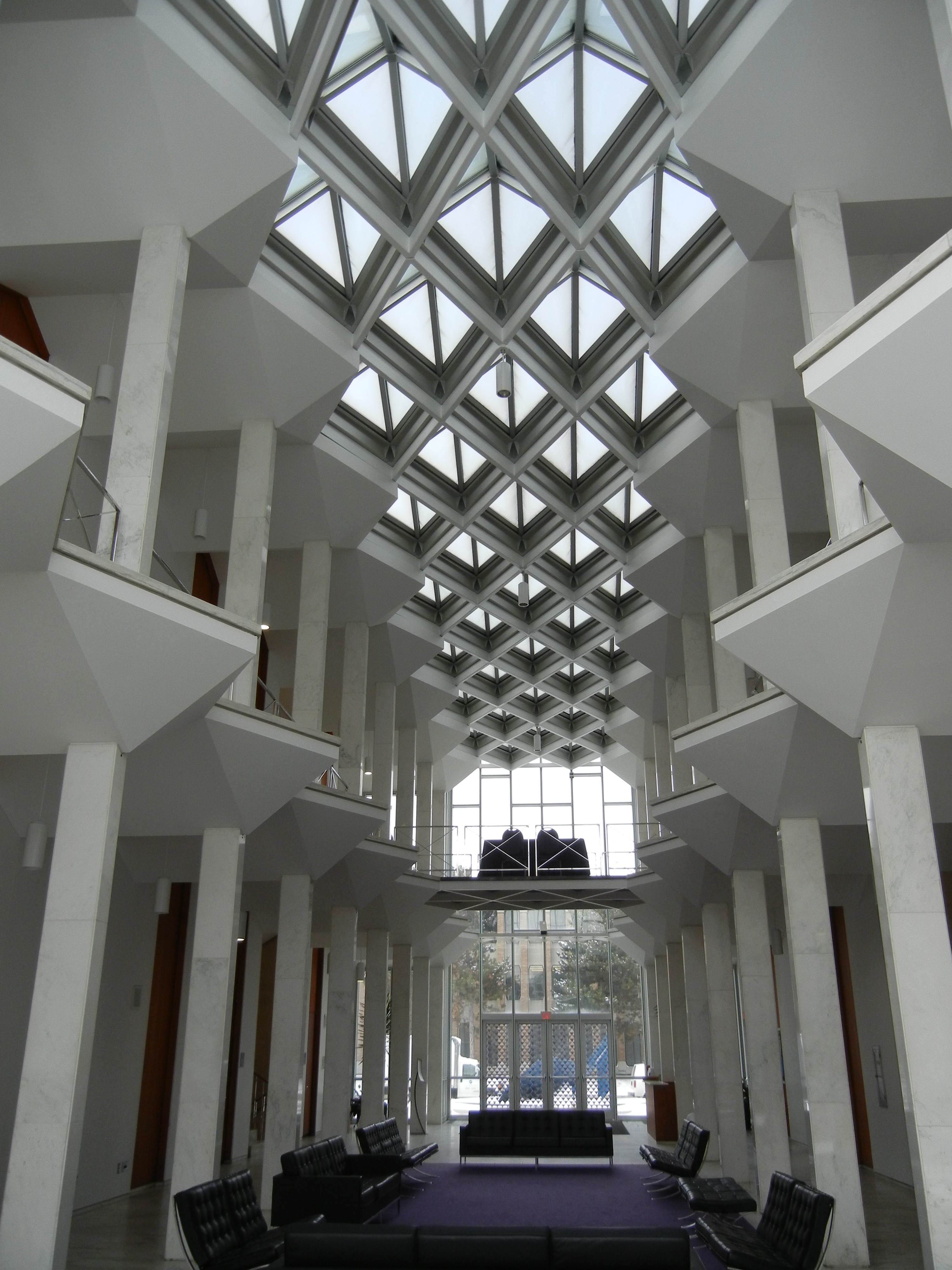
맥그레거 메모리얼 컨퍼런스 센터

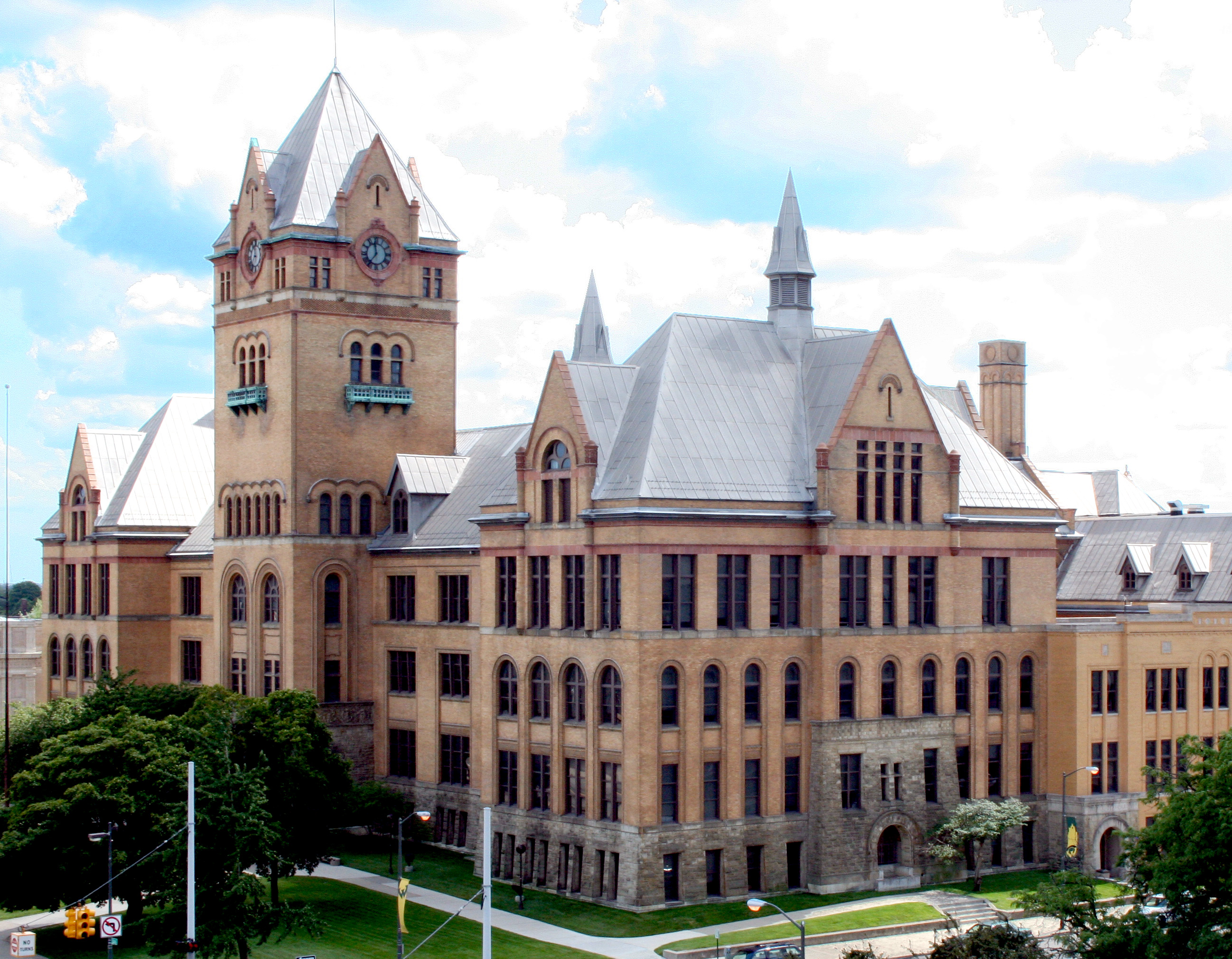
올드 메인, 웨인 주립 대학교 캠퍼스 내에 있는 가장 오래된 건물이며, 디트로이트의 사적으로 지정되어 있다.

### 도서관
웨인 주립 대학교는 약 340만 권 분량의 장서를 보유하고 있다. 미국 도서관 협회에 따르면 이는 미국 내에서 68번째로 큰 장서 확보 규모이다. 7개의 도서관에서는 무선인터넷, 문헌 참고, 연구를 위한 지원, 도서 대출, 문서 배달과 도서 정보학 프로그램을 제공한다. 미국 연구 도서관 협회는 이러한 시스템을 미국 내에서 높은 순위에 랭크하였다.
- 시프먼 의학 도서관 : 의학대학원 캠퍼스에 위치하여 있으며, 의학 분야 전공 서적, 학문 서적 등이 이곳에 있다.
- 아서 니프 법학 도서관 : 메인 캠퍼스의 북쪽에 위치하여 있으며, 법학 관련 서적이 이곳에 있다.
- 과학/ 공학 도서관 : 메인 캠퍼스의 남쪽 굴렌몰에 위치하여 있다. 물리학, 자연과학, 수학, 공학, 간호학, 식품영양과학에 관한 서적이 제공된다. 또한, 이 도서관은 지도, 정부 문서를 보유하고 있다. 이 도서관은 미시간에서 가장 큰 과학/ 공학 도서관 중 하나이다.
- 퍼디/크레스키 도서관 : 캠퍼스의 중앙부에 위치하여 있으며, 사회과학, 인류학, 예술학, 교육학, 경영학, 신문방송학에 관한 서적이 있다. 이곳은 주로 연구 자료를 위한 장서들을 보유하고 있다.
- 데이빗 아다매니 학부 도서관 (UGL) : 캠퍼스 중앙부에 위치하여 있으며, 700대가 넘는 PC와 맥 컴퓨터가 학생들에게 제공된다. 다양한 종류의 책들과 잡지, 신문이 1학년과 2학년의 학부생들에게 제공된다. 또한, 약 8000개의 비디오, DVD, 레이저디스크, 오디오테이프의 미디어 자료가 있다. 수 백 자리의 독서실, 수 십 개의 그룹스터디 룸이 있고 라이팅 센터와 휴게실, 매점, 영화 감상 등을 위한 오디토리움이 있다. 이곳은 24시간 개방한다. UGL (Undergraduate Library)라는 이름 때문에 학생들 사이에서는 Ugly (못생긴)이라는 별칭으로 더 잘 불린다.
- 월터 P. 루더 노동학/ 도시학 도서관 : 캐스애비뉴, 메인 캠퍼스 동쪽에 위치하여 있다.
- 저널리즘 도서관 : 커뮤니케이션 학부가 있는 매뉴기언 빌딩 4층에 위치하고 있으며, 미디어 관련 잡지, 책, 저널리즘 글쓰기 관련 책들이 있다. 저널리즘 전공 학생들만이 이용할 수 있다.

### 기숙사, 학교 아파트 생활
웨인 주립 대학교는 학부생, 대학원생 그리고 그 가족들에게 기숙사와 학교 소속의 아파트를 제공한다. 모든 기숙사와 아파트는 케이블 티비, 무선 인터넷 접속, 24시간 빨래방을 제공한다.
현재 웨인 주립 대학교가 보유 하고 있는 아파트는 유니버시티 타워, 챗스워스, 헬렌 L. 디로이이다. 쉐어브르쿠와 포레스트 아파트는 2008년에 문을 닫았다. 기숙사는 가파리홀, 애치슨홀, 타워스 기숙사가 있다. 모든 기숙사들은 시공한지 얼마 안 된 최신식의 기숙사이다. 특히, 타워스 기숙사의 경우 11층 높이의 고층 기숙사이며 각 층마다 헬스장, 주방, 휴게실이 있고 1층에는 대규모의 식당가가 있다.
- 유니버시티 타워 : 아파트형 건물이며, 학교 소속 라디오 방송국인 WDET가 상주하여 있다.
- 챗스워스: 아파트형 건물이며, 다소 낙후되었다. 도서관과 레크레이션/ 피트니스 센터 바로 옆에 위치하여 있다.
- 헬렌 L. 디로이 : 아파트형 건물이며, 가구가 있는 방과 가구가 없는 방을 선택, 입실할 수 있다.
- 가파리홀 : 5층 규모의 기숙사형 빌딩이다.
- 애치슨홀 : 5층 규모의 기숙사형 빌딩이다.
- 타워스 기숙사 : 11층 규모의 기숙사형 빌딩이다.

또한, 학교 아파트와 기숙사가 자리한 캠퍼스 서쪽 타운에는 학생들의 편의를 위한 각종 시설이 위치한다.
- 맥도널드, KFC, 피자헛, 스타벅스, 지미존스 샌드위치, 샐러드, 베이글 등의 음식점이 있다.
- 중고 텍스트북을 쉽게 팔고, 타지에 물건을 쉽게 보낼 수 있도록 페덱스, USPS 우체국이 있다.
- 미용실, 편의점, 약국 등이 있다.
- 걷기/달리기 트랙, 농구장, 웨이트 시설, 유산소 운동 시설, 샤워 시설이 구비 된 4층 규모의 모트 해리슨 레크레이션 피트니스 센터가 있다.
- 수영장, 농구장, 스쿼시, 웨이트 시설, 미식 축구장, 테니스장을 이용할 수 있는 매타이 센터가 있다.

참조 웨인 주립 대학교 하우징 오피스 웹사이트
참조 웨인 주립 대학교 모트해리슨 레크레이션 피트니스 센터 웹사이트

### 위성 캠퍼스
웨인 주립 대학교는 외곽 지역에 사는 학생들을 위하여 디트로이트 외곽 근교에 6개의 위성 센터를 갖고 있다. 이곳에서 제공되는 과정을 듣는 학생들은 외곽 지역에서 수업을 들으려 굳이 다운타운 내까지 오지 않아도 된다.
- 하퍼 우드 위성 센터, 미시간 하퍼우드
- 매이콤브 교육 센터, 미시간 클린튼 타운십
- 매이콤브 커뮤니티 칼리지 위성 센터, 미시간 워렌
- 오클랜드 센터, 파밍튼 힐즈
- 세인트 클레어 커뮤니티 칼리지 위성 센터, 미시간 휴런항

## 학문 분야
웨인 주립 대학교는 400개 이상의 학부 프로그램, 13개의 대학이 있다.
- 경영대학 (School of Business Administration)

- 교육대학 (School of Education)

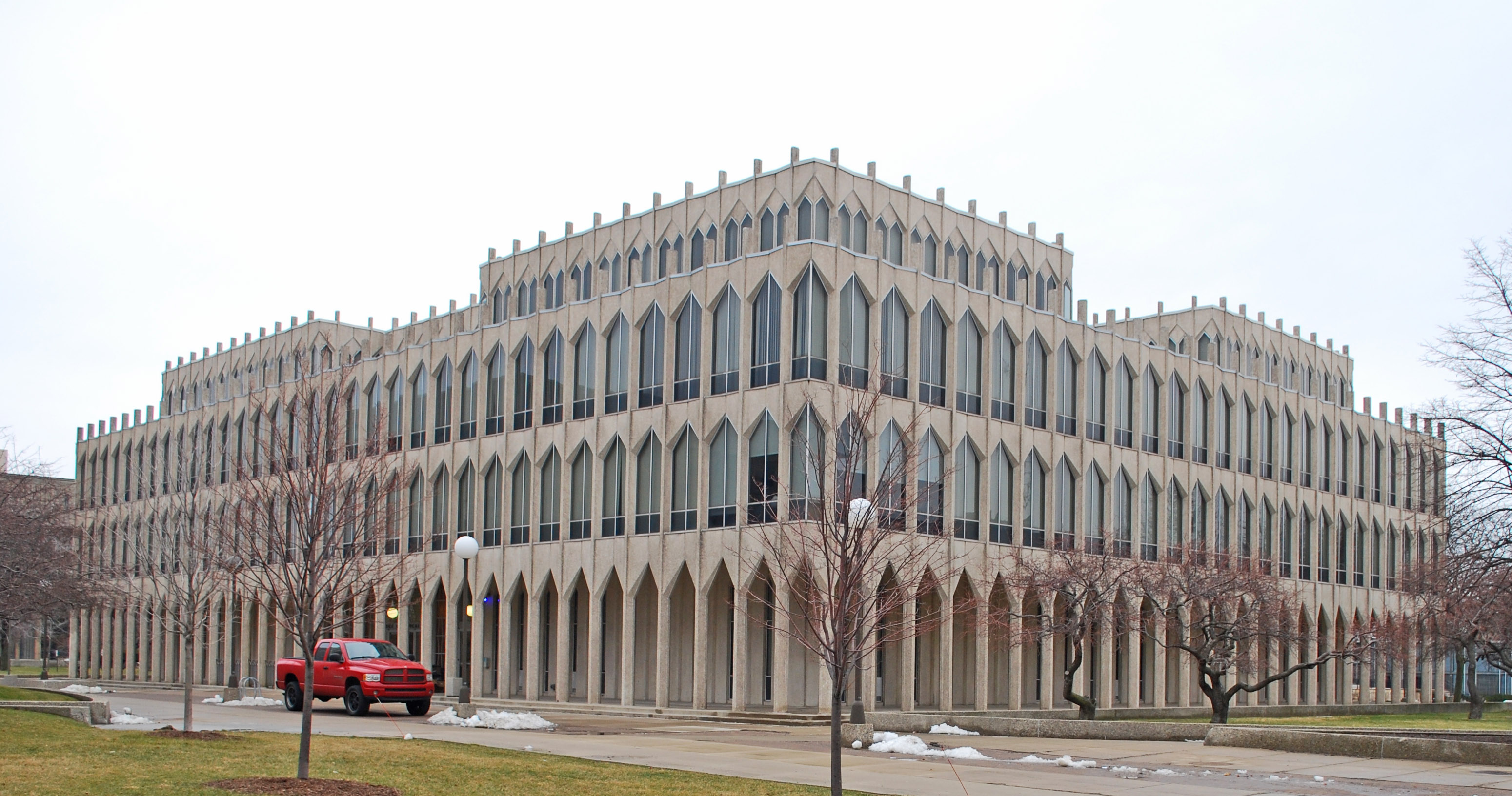
교육대학 건물

- 공과대학 (School of Engineering)

- 순수 예술, 공연, 커뮤니케이션 대학 (College of Fine, Performing & Communication Arts)

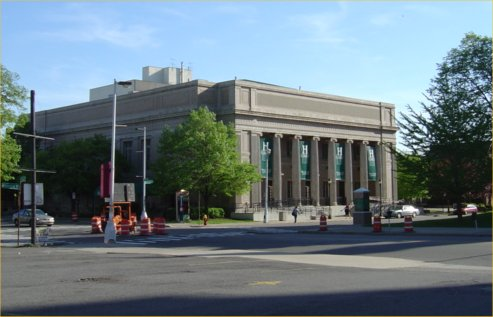
힐베리극장, 웨인 주립 대학교의 공연학 학생들이 정기 공연과 수업을 받는 극장이다.

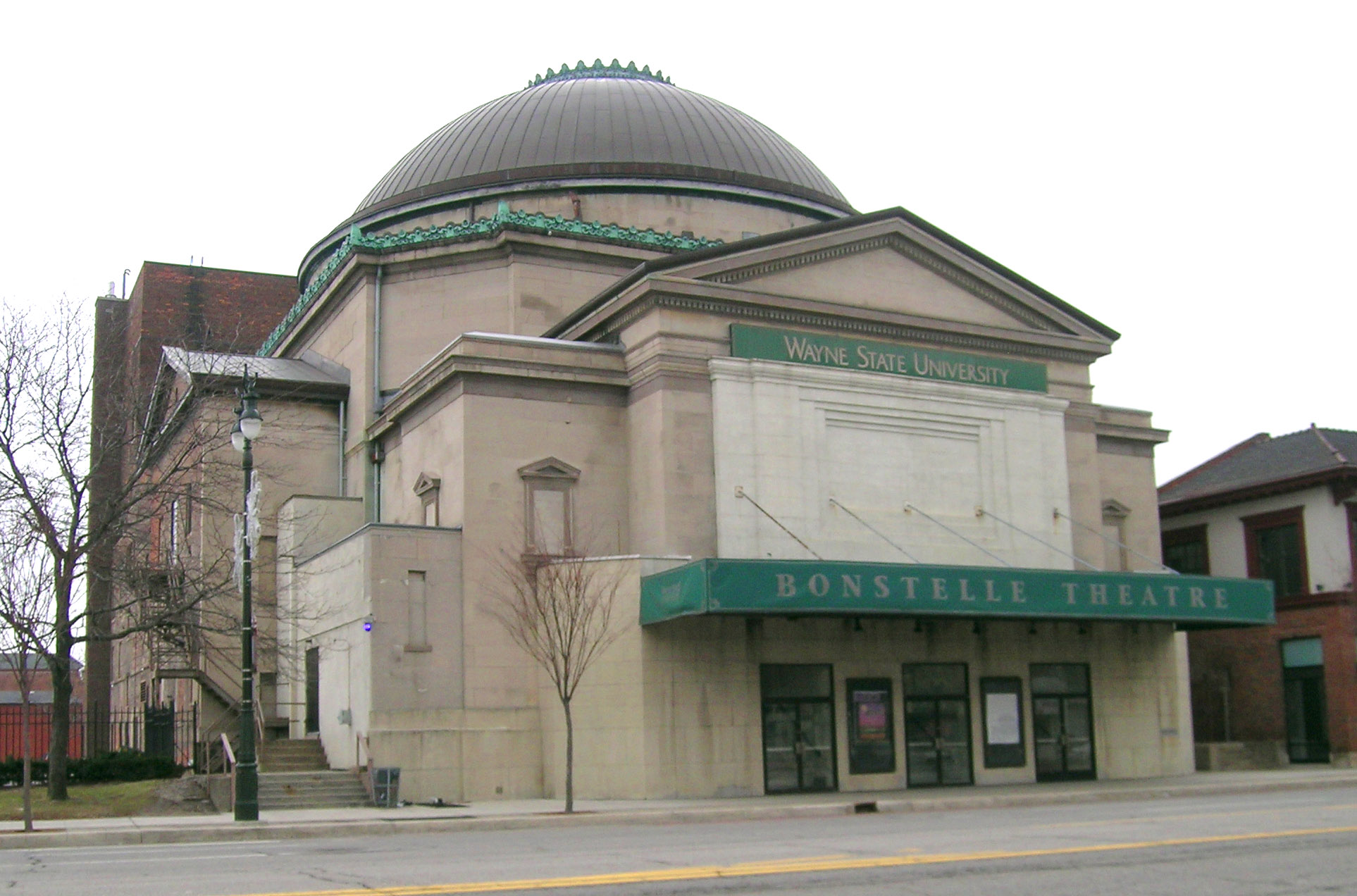
본스텔극장, 웨인 주립 대학교의 공연학 학생들이 정기 공연과 수업을 받는 극장이다.

- 어빈 D. 레이드 우등 대학 (Irvin D. Reid Honors College)

- 인문과학/ 순수과학 대학 (School of Liberal Arts & Science)

- 도서관/ 정보과학대학 (School of Library & Information Science)

- 의학대학 (School of Medicine)

- 간호대학 (School of Nursing)

- 유진 애플바움 약학·건강대학 (Eugene Applebaum College of Pharmacy and Health)

- 사회복지대학 (School of Social Work)

- 특수대학원 (Graduate School)

## 학문 순위
- Carnegie Doctoral/Research Universities-Extensive ranked in the top 50 in R & D expenditures of all public universities by National Science Foundation(미 국립과학재단)

## 사진

제너럴 렉쳐스 빌딩에 있는 오디토리움
웨인 주립 대학교 졸업식
웨인 주립 대학교에서 연설 중인 미시간 주지사 스나이더
스테이트 홀 1층의 보드
웨인 주립 대학교 캠퍼스 내에 있는 디트로이트 미술관
디트로이트 공공 도서관